# Cratere Elmer
Elmer è un cratere lunare, intitolato all'astronomo dilettante statunitense Charles Wesley Elmer, che si trova a sud del Mare Smythii, vicino al bordo orientale della luna. La visibilità è condizionata dalla librazione lunare e dalla Terra è osservabile quasi sempre di lato. È posizionato a sud-ovest del cratere Kreiken ed a est-sudest del maggiore cratere Dale. La struttura è circolare ed a forma di ciotola con il letto interno che occupa circa metà del diametro totale.